# Invaziile barbare (film)
Invaziile barbare (în franceză Les Invasions barbares) este un film canadian din 2003 regizat de Denys Arcand premiat cu Oscar 2004 la categoria Cel mai bun film străin.

## Distribuție
- Rémy Girard: Rémy
- Stéphane Rousseau: Sébastien, fiul lui Rémy
- Dorothée Berryman: Louise
- Louise Portal: Diane
- Dominique Michel: Dominique
- Yves Jacques: Claude
- Pierre Curzi: Pierre
- Marie-Josée Croze: Nathalie
- Mitsou Gélinas: Ghislaine

## Premii
- Premiul Jutra pentru cel mai bun film, 2004
- Premiul César pentru cel mai bun film,  2004
- Premiul César pentru cel mai bun regizor, 2004
- Premiul César pentru cel mai bun scenariu, 2004
- Oscar 2004 Pentru Cel Mai Bun Film Străin
- Premiul pentru scenariu, Cannes 2003
- Premiul pentru interpretare feminină, Cannes 2003